# 应用物理学快报
应用物理学快报（Applied Physics Letters），为一家物理学领域的学术性期刊，由美国物理联合会(AIP)出版发行。该期刊创刊于1962年。应用物理学快报面向应用物理学的各个相关领域。该期刊的ISSN号为0003-6951 (印刷版)，1077-3118 (网络版)